# Folegandros, Dimos Folegandros
Folegandros är en kommunhuvudort i Grekland.   Den ligger i prefekturen Kykladerna och regionen Sydegeiska öarna, i den sydöstra delen av landet, 180 km sydost om huvudstaden Aten. Folegandros ligger 300 meter över havet och antalet invånare är 667. Den ligger på ön Nísos Folégandros.
Terrängen runt Folegandros är kuperad åt sydväst, men åt sydost är den platt.  Det finns inga andra samhällen i närheten. 